# Хороша погана дівчинка
«Хороша погана дівчинка» (англ. Babygirl) — американський еротичний кінотрилер, зрежисований і написаний Халіною Рейн у 2024 році. Головні ролі виконали Ніколь Кідман і Гарріс Дікінсон.
Світова прем'єра фільму відбулась 30 серпня 2024 року в основній конкурсній програмі 81-го Венеційського міжнародного кінофестивалю, де критики сприйняли його вкрай високо, а Ніколь Кідман була нагороджена кубком Вольпі за найкращу жіночу роль. В український прокат стрічка вийшла 16 січня 2025 року.

## Сюжет
Впливова генеральна директорка Ромі відчуває, що їй недостатньо сексуального життя з самим лише своїм чоловіком, театральним режисером Джейкобом. Після знайомства із зухвалим, значно молодшим за неї інтерном Семюелом, вона вступає з ним у напружені садомазохістські сексуальні відносини.

## У ролях
- Ніколь Кідман — Ромі
- Гарріс Дікінсон — Семюел
- Антоніо Бандерас — Джейкоб
- Софі Вайлд — Есмі
- Естер Макгрегор — Ізабель
- Вон Райллі — Нора
- Віктор Слізак — містер Міссел
- Леслі Сілва — Гейзел
- Гайте Янсен — Скарлетт
- Роберт Ферріор — Стівен
- Бартлі Буз — Том
- Ануп Десаі — Роберт

## Створення
Голландська акторка та режисерка Халіна Рейн писала сценарій «Хорошої поганої дівчинки» під впливом своєї багаторічної прихильності до еротичних фільмів, зокрема «Основного інстинкту» та «Непристойної пропозиції». «Вони допомогли мені відчувати себе менш самотньою у своїх сексуальних фантазіях та бажаннях. Відтоді у мене виникла мрія про створення чогось схожого, але з власної точки зору» — казала вона. Про свій фільм Рейн висловилась так:
|  | Всі ми носимо с собою маленьку чорну скриню з табуйованими фантазіями, якими, можливо, ніколи ні з ким не поділимось. Я вражена двоїстістю людської природи, тому цей фільм — спроба пролити світло, без осудів, на протилежні сили, які створюють наші особистості. |

Роль Ромі режисерка написала спеціально для Ніколь Кідман, оскільки ця роль потребувала безстрашності, якою володіла акторка. Кідман порівняла свою згоду на участь у фільмі з канатоходінням: «Не впевнена, що в мені є стільки хоробрості. Я знімалась у досить розкутих стрічках, але не настільки». Халіна Рейн заявила, що Гарріс Дікінсон зіграв домінанта кардинально іншим чином від зображень домінантів її покоління X.
Про початок роботи над фільмом було оголошено в листопаді 2023 року. Знімальний процес пройшов із грудня 2023 року по лютий 2024 року в Нью-Йорку.

## Сприйняття
Світова прем'єра фільму відбулась 30 серпня 2024 року в основній конкурсній програмі 81-го Венеційського міжнародного кінофестивалю, де публіка зустріла його 7-хвилинною стоячою овацією. Творчий директор фестивалю Альберто Барбера відзначив фінал фільму, який 20-30 років тому «був би зовсім іншим». За результатами фестивалю Ніколь Кідман була нагороджена кубком Вольпі за найкращу жіночу роль.
11—12 вересня 2024 року «Хорошу погану дівчинку» показали на міжнародному кінофестивалі в Торонто. Член відбіркової комісії фестивалю Аніта Лі в своєму відгуку згадала садомазохістську трагікомедію Стівена Шейнберга «Секретарка».
Перші глядачі тестових показів стрічки виокремили «проривну» акторську роботу Гарріса Дікінсона. Девід Кенфілд (Vanity Fair) заявив, що це «найглибша, найзухваліша кінороль Ніколь Кідман за останній час». Режисерка Халіна Рейн підсумувала: «Одного ми достеменно досягли — зробили дійсно гарячий фільм. Хороший чи поганий — це вже нехай вирішує кожен, але в цьому я впевнена». Натепер рейтинг «Хорошої поганої дівчинки» на Metacritic — 80 %, на Rotten Tomatoes — 76 %.

## Нагороди
- Венеційський кінофестиваль — Кубок Вольпі за найкращу жіночу роль (Ніколь Кідман)
- Премія «Готем» — 2 номінації: «Найкращий фільм», «Найкраща головна роль» (Ніколь Кідман)
- Премія Національної ради кінокритиків США — 2 нагороди: «Найкраща акторка» (Ніколь Кідман), включення до списку 10 найкращих фільмів року
- Премія «Золотий глобус» — номінація за «Найкращу жіночу роль у драматичному кінофільмі» (Ніколь Кідман)